# 26734 Terryfarrell
26734 Terryfarrell là một tiểu hành tinh được phát hiện ngày 23 tháng 4 năm 2001 bởi nhà thiên văn học William Kwong Yu Yeung người Canada.